# Walt Disney Television
Walt Disney Television är ett TV-produktionsbolag inom Walt Disney Company. Genom sin animationstudio Walt Disney Television Animation har man framför allt producerat Disney-koncernens tecknade TV-serier, men ända sedan 1950-talet har bolaget även producerat TV-serier och TV-filmer med skådespelare, under senare år i huvudsak för Disney Channel. Innan 1983 var bolaget inte avskiljt från den resterande delen av företaget, men har sedan dess varit en egen enhet inom disneykoncernen.
Animationsstudion Walt Disney Television Animation har idag gått upp i Disney Channel, men Walt Disney Television fortstår som eget bolag.

## Produktion

### Animerad serier
Se lista över Disneys tecknade TV-serier.

### Spelfilmsserier (i urval)
Notera att den en absoluta merparten av Disneys tv-serier med skådespelare är producerade av Touchstone Television, inte Walt Disney Television, och dessa serier finns alltså inte listade här.
- Zorro (1957–1959)
- Vägen till Avonlea (Road to Avonlea, 1990–1996)
- Smart Guy (1997–)
- Älskling, jag förminskade barnen (Honey, I Shrunk the Kids: The TV Show, 1997–2000)
- Lizzie McGuire (2001–)
- That's so Raven (2003–)
- Phil från framtiden (Phil of the Future, 2004–)
- Naturally Sadie (2005–)
- Zack & Codys ljuva hotelliv (The Suite Life of Zack and Cody, 2005–)
- Hannah Montana (2006–)